# 301
301 (CCCI) fue un año común comenzado en miércoles del calendario juliano, en vigor en aquella fecha.
En el Imperio romano, el año fue nombrado como el del consulado de Postumio y Nepotiano, o menos comúnmente, como el 1054 Ab urbe condita, adquiriendo su denominación como 301 a principios de la Edad Media, al establecerse el anno Domini.
Es el primer año del siglo IV.

## Acontecimientos
- Armenia adopta el cristianismo como religión ofícial, siendo el primer Estado del mundo en hacerlo.
- Reforma monetaria de Diocleciano. Edicto sobre Precios Máximos. No obstante, este intento de controlar los precios y los salarios fracasa.[1]
- 3 de septiembre: Según la tradición se funda la comunidad del monte Titano, que se independizó en el siglo XIV dando lugar a San Marino, la república más antigua del mundo que aún pervive.